# Królowie Cypru

## Dynastia Lusignan
- Gwidon z Lusignan (1192–1194)
- Amalric z Lusignan (1194–1205)
- Hugo I (1205–1218)
- Henryk I (1218–1253)

Herb Królestwa Cypru

  - Alicja Cypryjska (regentka: 1218–1235)
- Hugo II (1253–1267) 
  - Plaisance z Antiochii (regentka: 1253–1258)

## Dynastia de Poitiers-Lusignan
- Hugo III (1267–1284)
- Jan I (1284–1285)
- Henryk II (1285–1306)
  - Amalryk z Tyru (regent i uzurpator: 1306–1310)
- Henryk II (1310–1324) ponownie
- Hugo IV (1324–1359)
- Piotr I (1359–1369)
- Piotr II (1369–1382)
- Jakub I (1382–1398)
- Janus (1398–1432)
- Jan II (1432–1458)
- Charlotta (1458–1464) usunięta
  - Ludwik Sabaudzki (1459–1464) (mąż Charlotty i król iure uxoris) usunięty
- Jakub II Bastard (1464–1473)
- Jakub III (1473–1474)
- Katarzyna Cornaro (1474–1489)

## Pretendenci do tronu Cypru
- Eugeniusz Mateusz de Armenia (148?-1523)

### Dynastia Sabaudzka
| W 1464 roku Charlotta została usunięta z tronu cypryjskiego i tytularnego jerozolimskiego. Nadal jednak uważana była za prawowitą królową. W 1485 roku po śmierci męża Ludwika Sabaudzkiego, scedowała swoje prawa do tronu na rzecz kuzyna - Karola I Sabaudzkiego. |

- Charlotta (1464–1485) 
  - Ludwik Sabaudzki (1464–1485) (mąż Charlotty i król iure uxoris)
- Karol I Wojownik (1485–1490)
- Karol II Jan Amadeusz (1490–1496)
- Jolanta Ludwika (1496–1499) oraz Filibert II (do 1504)
  - Filip II Sabaudzki (1496–1497) koregent

| Dalsi pretendenci do tronu Cypru i Jerozolimy zobacz Pretendenci do tronów Cypru i Jerozolimy. |